# Leia gracillima
Glaphyroptera gracillima
Espèce
Synonymes
- †Glaphyroptera gracillima Förster, 1891

Leia gracillima est une espèce fossile d'insectes diptères nématocères de la famille des Mycetophilidae (littéralement « amis des champignons »).

## Classification
L'espèce Leia gracillima est décrite en 1891 par l'entomologiste et paléontologue allemand Bruno Förster sous le protonyme Glaphyroptera gracillima,.

### Renommage
En 1909 l'entomologiste américain Oskar Augustus Johannsen (en) renomme l'espèce Glaphyroptera gracillima en Leia gracillima,. Attention le genre Glaphyroptera Heer, 1852 est toujours accepté, mais appartient à la famille des Buprestidae.
En 1937 le paléontologue français Nicolas Théobald (1903-1981) décrit un deuxième fossile de la même espèce et confirme le nouveau nom d'espèce,.
En 2021 Sarah Siqueira Oliveira (d) et Dalton De Souza Amorim (d) confirment le renommage en Leia longipes,.

### Fossiles
Selon Paleobiology Database en 2023, deux collections sont référencées, Rupélien de l'Oligocène inférieur, soit de 33,9 à 28,4 Ma avant notre ère, une de France et une d'Allemagne :
- venant de la formation de sel de Kleinkembs en Bade-Wurtemberg en Allemagne, conservée au muséum de Bâle en Suisse, décrite par Nicolas Théobald en 1937
- venant de Brunstatt dans le Bas-Rhin, en Alsace, holotype décrit en 1891 par Bruno Förster[2].

### Étymologie
L'épithète spécifique gracillima signifie en latin « le plus fin ».

## Description
La diagnose de Nicolas Théobald en 1937 concernant l'échantillon R890 de Kleinkembs de la collection Mieg, : 

« Gisement : Brunstatt, Kleinkembs.
Förster décrit un échantillon venant des marnes en plaquettes de Brunnstatt. J'y ai retrouvé trois autres insectes avec leurs contre-empreintes. La collection Mieg du Muséum de Bâle renferme deux fossiles de Kleinkembs (R890, R215) que j'attribue à la même espèce ».

## Biologie
« Le g. Leia est répandu en Europe, en Afrique du Nord, dans les deux Amériques, aux Indes et à Sumatra.
Les larves vivent dans les champignons et dans le bois pourri. ».

## Galerie
- Quelques espèces vivantes du genre Leia.
- Aile de Leia arsona.
- Leia bivittata, vue dorsale.
- Leia winthemii.
- Leia sp mâle (vidéo 54 s).

### Publication originale
- [1891] (de) Bruno Förster, « Die Insekten der "Plattigen Steinmergels" von Brunstatt », Abhandlungen zur Geologischen Specialkarte von Elsass-Lothringen, vol. 3, no 1,‎ 1891, p. 335-593.